# Chris Collier
Chris Collier (Lawrence, 24 marzo 2000) è un giocatore di football americano statunitense che milita nel ruolo di running back per i Las Vegas Raiders della National Football League (NFL). Al college ha giocato con il Nassau Community College, il Wagner College e la Lock Haven University of Pennsylvania 

## Carriera universitaria
Collier, originario di Lawrence nello Stato di New York, cominciò a giocare a football all'età di sei anni, frequentando poi la locale Lawrence High School dove giocò come running back.

### Nassau Lions
Dopo un infortunio subito al ginocchio alla high school, l'interesse verso di lui delle principali università del college football scemò, e quindi Collier andò a giocare in un college di secondo piano come il Nassau Community College. Con i Lions Collier militò per due stagioni, dal 2018 al 2019, trovando però poco spazio, totalizzando 16 presenze con 348 yard corse e 184 yard su ricezione con sei touchdown.

### Wagner Seahawks
Nel 2020 Collier si trasferì al Wagner College dove, con la stagione ridotta per la pandemia da COVID-19, fece solo due presenze e 83 yard corse, mentre nel 2021 giocò sei gare con 18 yard corse. Inoltre in questo periodo subì vari infortuni, in particolare tre commozioni cerebrali nell'arco di sei partite.

### Lock Haven Bald Eagles
Nel 2023 si trasferì alla Lock Haven University (LHU) in Pennsylvania. Finalmente ebbe una stagione piena, giocando 11 gare in cui guadagnò 1 393 yard su corsa con 12 touchdown e fece 22 ricezioni per 238 yard e tre touchdown. Stabilì vari record per il college, contribuendo alla migliore annata di Lock Haven dal 1982, venendo candidato all'Harlon Hill Trophy, ricevendo numerosi riconoscimenti e nominato giocatore offensivo dell'anno della Pennsylvania State Athletic Conference (PSAC).

## Carriera professionistica
In vista del Draft NFL 2024, Collier partecipò all'NFL Scouting Combine con ottime prestazioni: 4,48 secondi nel 40-yard dash e 6,78 secondi nel three-cone drill, miglior running back tra tutti quelli presenti all'evento.

### Baltimore Ravens
Collier non fu selezionato nel corso del Draft NFL 2024 e firmò quindi da undrafted free agent un contratto triennale da 2,8 milioni di dollari con i Baltimore Ravens. Dopo buone prestazioni nel precampionato, in cui fu utilizzato sia da running back che da ritornatore, non riuscì però a rientrare nel roster attivo iniziale e il 27 agosto 2024 fu svincolato per poi essere aggregato alla squadra di allenamento il giorno successivo. Fu elevato nel roster attivo per la gara del terzo turno contro i Dallas Cowboys, facendo il suo debutto da professionista giocando uno snap negli special team. Fu nuovamente elevato in prima squadra per le gare di settimana 4 contro i Buffalo Bills e di settimana 5 contro i Cincinnati  Bengals, mettendo a tabellino in quest'ultima partita 11 snap giocati e due kickoff ritornati per 22 yard. Il 5 novembre 2024 Collier fu svincolato.

### Las Vegas Raiders
Il 20 novembre 2024, Collier firmò per la squadra di allenamento dei Las Vegas Raiders. Il 18 dicembre fu promosso nel roster attivo. Scese in campo in tre gare con i Raiders, collezionando 5 corse per 12 yard e ritornando 2 kickoff per 65 yard.